# Tengu

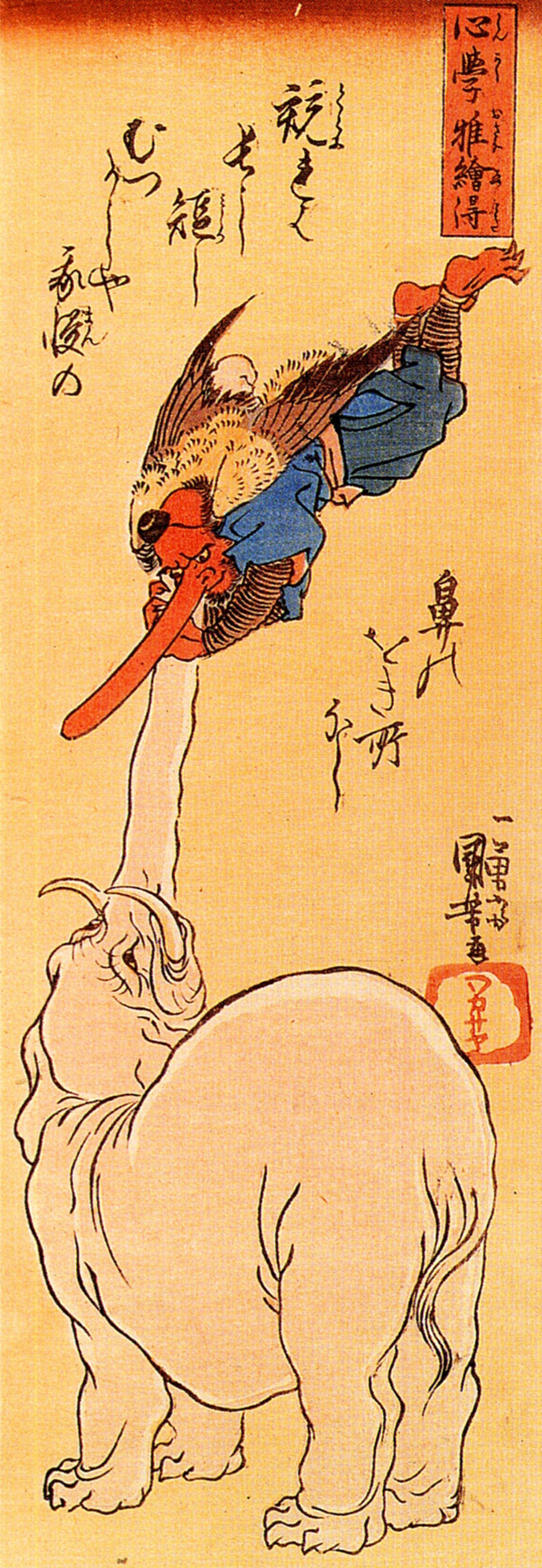
Utagawa Kuniyoshi, Elefante capturando um tengu voador

Tengu (天狗) são criaturas fantásticas do folclore japonês, uma espécie de goblin cujas lendas possuem traços tanto da religião budista quanto xintoísta. Habitam florestas e montanhas. O traço físico mais marcante dos tengus é o nariz comprido. A maioria deles também tem barba. Alguns tengus têm cabeça de pássaro — esses eram tidos como grandes artistas marciais.
Acreditava-se que possuíam vários poderes sobrenaturais, entre eles a capacidade de mudar de forma, ventriloquismo, teletransporte, telecinese e a habilidade singular de penetrar no sonho dos mortais. O tengu é um guerreiro habilidoso, mas sua principal diversão é causar desordem. Eles gostam de pregar peças em sacerdotes budistas que incorrem no pecado do orgulho, as autoridades que usam seu poder ou sabedoria para adquirir fama e os samurais que se tornavam arrogantes. Algumas fontes consideram que pessoas que apresentavam esse tipo de mau comportamento é que se tornavam tengu  ao reencarnar. Os tengus antipatizam com aqueles que contrariam as leis do Dharma.

## Aspecto

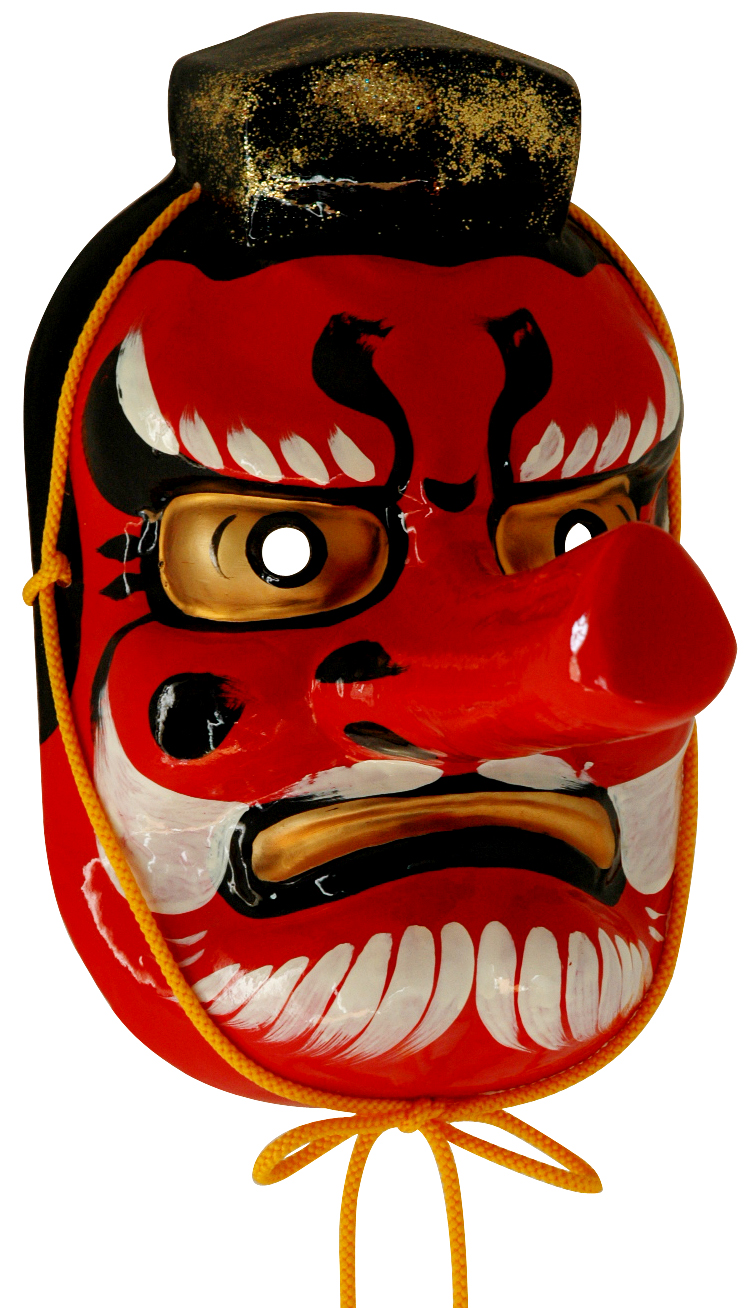
Yamabushi Tengu

Os tengus eram desenhados de duas formas diferentes:
- Os karasu tengu (烏天狗): com o corpo humanoide, mas uma cabeça de corvo.

- Os konoha tengu (木の葉天狗): com feições humanas, mas dotados de asas e longos narizes. Os konoha tengu eram representados às vezes carregando uma pena. Era comum ver nos festivais máscaras representando seu rosto.

## Origem histórica

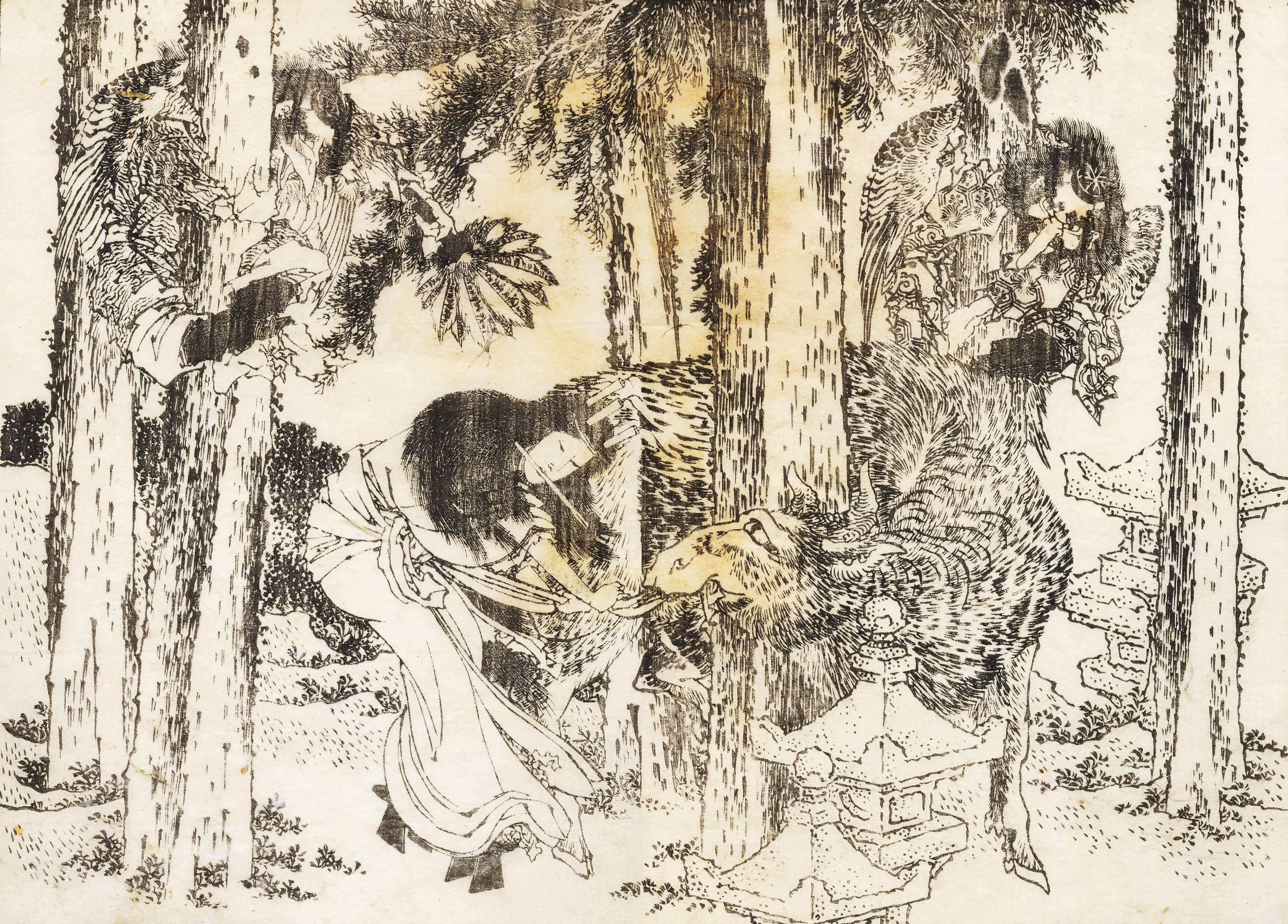
Uma mulher em um cerimonial de “Ushi no koku mairi” (ritual japonês que envolve lançar uma maldição sobre um alvo durante as horas do boi, entre uma e três da manhã). Imagem do livro Onna Imagawa, escrito por Sawada Kichi, na sua versão ilustrada por Katsushika Hokusai

A palavra tengu quer dizer "cão do paraíso" e possui um equivalente na mitologia chinesa, o Tien Kou (cão celestial). A origem das lendas dos tengus datam do século VI, logo após o início da expansão do budismo no Japão através de influência da Coréia e da China. Eram particularmente fortes nos arredores do Monte Kurama, onde acreditava-se que ficava a morada do grisalho Sojobo, o rei dos tengus. As lendas que contam a história do guerreiro Minamoto no Yoshitsune relatam que ele foi aluno do Rei dos Tengus, que teria lhe ensinado habilidades mágicas de esgrima. Existem histórias que descrevem encontros entre os tengus e personagens históricos verídicos como o daimyo Kobayakawa Takakage, que teria conversado com um outro rei dos tengu ao pé do Monte Hiko. Séculos depois, os tengus começaram a ser considerados formas das divindades xintoístas que guardavam as montanhas.
O papel dos tengus foi mudando drasticamente ao longo do tempo. Em algumas épocas eram tidos como ladrões de crianças, enquanto no período Edo orava-se aos tengus para que ajudassem a encontrar crianças perdidas. Foram considerados também guardiões de templos.
Ainda durante o período edo, os tengus eram o tema de várias pinturas no estilo ukiyo-e, nas quais seus longos narizes recebiam uma conotação ora cômica, ora sexual.

## Utilizações contemporâneas
O Tengu é usado como um monstro do jogo Ragnarok Online, onde ele apresenta as características de um "konoha tengu", não demonstra nenhuma das habilidades descritas acima, porém é um bom resgate da cultura nipônica, utilizado por coreanos.
Mais recentemente, Tengu foi utilizado como um monstro no jogo Adventure Quest Worlds, onde apresenta características de um "konoha tengu",apesar de não possuir nenhuma das habilidades descritas a cima, sua aparição se deve ao fato de um dos donos da empresa ter feito uma viagem ao Japão.
E ainda, Tengu aparece também como chefão no jogo DOA2 Dead or Alive 2.
No jogo Art of Fighting o personagem Takuma Sakazaki ou Mr. Karatê aparece como o chefe final, vestido com a mascara de Tengu.
Aya Shameimaru é uma tengu fotógrafa em forma de garota na série de jogos Touhou Project. Algumas vezes representada com asas de corvo, Aya vive numa montanha e carrega um leque capaz de criar poderosas rajadas de vento. Assume-se que Momiji Inubashiri, outra garota da série, também seja uma tengu.
Ele também aparece como Tenguman em MegaMan Battle Network 6 Falzar, ele é um personagem utilizável pelo jogador.
Um tengu aparece em History's Strongest Disciple Kenichi(também conhecido como Shijou Saikyou no Deshi Kenichi).
Em Jiraya, série de tevê dos anos 80, o clã dos feiticeiros possui 3 ninjas com máscara de tengu que às vezes, servem como alívio cômico.
Em Pokémon, o Pokémon Shiftry é baseado no Tengu.
No jogo Eve Online, Tengu é o nome dado a uma espaçonave de terceira geração da classe Cruiser.
No jogo Yu-Gi-Oh!, o Tengu também esta presente, na carta Reborn Tengu.
No programa infantil japonês Escola dos Monstros (Bakeruno Shōgakkō Hyūdoro-gumi), o protagonista humano Nobiro é adotado por uma família de Tengus (os Karasutengu), composta por Metengu e seu marido Otengu, e mais tarde a filhote do casal, Kotengu.
Tengus aparecem no filme Mighty Morphy Power Rangers - The movie, desenhados por Joseph Porro
Um Tengu aparece também, na série de mangá Rosario to Vampire, retratado com uma mascára Tengu, que esconde seu rosto exatamente igual à mascára. No mangá, não é retratado com asas.
Tengu também é utilizado nos quadrinhos de Batman, logo após o arco "A queda do morcego", quando um Bruce Wayne - já fora de forma e sem os reflexos necessários para ser Batman - procura Lady Shiva para treiná-lo. Ela é uma assassina internacional cujo único propósito é provar em vida que é a melhor lutadora do mundo. Ela usa a máscara de Tengu (uma alusão ao morcego) para matar um mestre de artes marciais, que tem 7 discípulos que tentam vingar sua morte. Mas quem usa a máscara de Tengu e tem que enfrentá-los é o Bruce Wayne, como um jogo de vida e morte arquitetado pela sua mortífera "sensei".
No mangá Toriko, o chef de rank nº 3, Tengu Buranchi (天狗のブランチ, Tengu no Buranchi) é baseado em um Tengu, que também apresenta as características de um "konoha tengu".
No mangá One Piece, um dos personagens chamado Ussop é comparado com um Tengu pelo seu nariz grande.
No mangá Gantz, aparece um alienígena com a aparência de um Hanadaka Tengu no arco de Osaka com sua primeira aparição no volume 21 ou 22
No mangá e anime Naruto, diversas formas da habilidade Susanoo tem aparência semelhante a os Tengu.
Na HQ virtual Teenage Mutant Ninja Turtles 2012 Ep. 0 Tales from the turtle lair,  o Mestre Splinter assume a identidade de um ninja mascarado como um Tengu enquanto treina seus quatro discípulos.
Na novel e anime Uchouten Kazoku, Kyoto é habitada por grupos de tanuki e tengu há anos, vivendo ao lado de humanos que são inconscientes da existência dessas criaturas.
No jogo Sekiro: Shadows Die Twice, aparece um NPC chamado Tengu de Ashina que oferece uma missão em troca de uma nova página de técnicas/skills para o protagonista 
No segundo episódio do anime Kimetsu no Yaiba, aparece um caçador de demônios com uma máscara Tengu.
No jogo Ayakashi, Romance Reborn, Kuya, um dos protagonistas da série, é um Tengu. Apesar de manter forma humana enquanto está em público, suas asas aparecem assim que está entre conhecidos. De acordo com ele, é muito cansativo manter a aparência humana.
Tengus sao monstros inimigos nos jogos Nioh e Nioh 2. Eles tem aparencia de passaros e poderes de vento.